# 臺北市立螢橋國民中學
臺北市立螢橋國民中學，簡稱螢橋國中、螢中，位於臺北市中正區公館地區。

## 歷史
學校於1968年台灣實施九年國民義務教育時配合政策所設立，校舍於同年完工並開始招生。校地源於台灣日治時期的川端公園而定名螢橋，惟校址不在螢橋所在的古亭。

## 歷任校長
| 任別 | 姓名     | 就任時間 | 卸任時間 |
| ---- | -------- | -------- | -------- |
| 1    | 李先治   | 1968年   | 1972年   |
| 2    | 張彤書   | 1972年   | 1975年   |
| 3    | 高堂忠   | 1975年   | 1980年   |
| 4    | 潘維鑑   | 1980年   | 1984年   |
| 5    | 李仁德   | 1984年   | 1991年   |
| 6    | 蘇 萍    | 1991年   | 1996年   |
| 7    | 張勳誠   | 1996年   | 2001年   |
| 8    | 徐孝恭   | 2001年   | 2005年   |
| 9    | 李素珍   | 2005年   | 2011年   |
| 10   | 莊志明   | 2011年   | 2015年   |
| 11   | 歐陽秀幸 | 2015年   | 2022年   |
| 12   | 莊志明   | 2022年   |          |

## 行政單位
- 校長室
- 教務處
- 學務處
- 總務處
- 輔導室
- 會計室
- 人事室

## 鄰近週邊
- 公館商圈
- 台電大樓
- 台灣大學
- 永福橋
- 客家文化園區
- 三軍總醫院汀洲院區
- 替代役中心

## 校友
- 陳偉泓
- 吳正東
- 鈕承澤
- 包翠英
- 王佳婉：東森電視台新聞主播
- 胡冠珍
- 王靜瑩
- 盧怡榕：凱渥

## 外部連結
- （繁體中文）臺北市立螢橋國民中學 （页面存档备份，存于）